# Bukayawe Malede
Bukayawe Malede (* 1. April 1997) ist ein israelischer Leichtathlet, der sich auf den Langstreckenlauf spezialisiert hat.

## Sportliche Laufbahn
Erste internationale Erfahrungen sammelte Bukayawe Malede bei den Crosslauf-Europameisterschaften 2016 in Chia, bei denen er nach 18:17 min auf den 48. Platz im U20-Rennen gelangte. Im Jahr darauf gelangte er bei den U23-Europameisterschaften in Bydgoszcz mit 31:02,24 min auf den 16. Platz im 10.000-Meter-Lauf und im Dezember landete er bei den Crosslauf-Europameisterschaften in Šamorín mit 26:10 min auf dem 66. Platz im U23-Rennen. Bei den Crosslauf-Europameisterschaften 2018 in Tilburg wurde er in 25:23 min 53. im U23-Rennen und im Jahr darauf gelangte er bei den U23-Europameisterschaften in Gävle mit 29:17,57 min auf den 16. Platz über 10.000 Meter. Im Dezember lief er dann bei den Crosslauf-EM in Lissabon nach 26:04 min auf dem 48. Platz im U23-Rennen durchs Ziel. 2022 kam er bei den Europameisterschaften in München im Marathonlauf nicht ins Ziel und bei den Straßenlauf-Weltmeisterschaften 2023 in Riga erreichte er nach 1:02:57 h den 43. Platz im Halbmarathon. Im Dezember wurde er dann bei den Crosslauf-EM in Brüssel nach 34:22 min 75. im Einzelbewerb. 2024 landete er bei den Europameisterschaften in Rom mit 29:27,90 min auf dem 25. Platz im A-Lauf über 10.000 Meter und bei den Straßenlauf-Europameisterschaften 2025 in Löwen klassierte er sich mit 2:16:14 h auf dem 17. Platz im Marathon.
In den Jahren 2021 und 2022 wurde Malede israelischer Meister im 10.000-Meter-Lauf sowie 2024 im 10-km-Straßenlauf.

## Persönliche Bestleistungen
- 5000 Meter: 13:41,31 min, 27. April 2023 in Tel Aviv-Jaffa
- 10.000 Meter: 28:00,76 min, 26. April 2022 in Tel Aviv
- 10-km-Straßenlauf: 28:52 min, 6. November 2020 in Tel Aviv
- Halbmarathon: 1:02:43 h, 20. Oktober 2024 in Neu-Delhi
- Marathon: 2:07:40 h, 23. Februar 2025 in Sevilla